# HD 89890
HD 89890 là tên của một hệ đa sao sáng nhất trên bầu trời với ít nhất là có 4 ngôi sao thành phần. Nó nằm trong một chòm sao phương nam tên là Thuyền Phàm. Với mắt thường, ta có thể nhìn thấy nó do cấp sao biểu kiến của nó là 4,50. Để có thể nhìn thấy nó rõ ràng nhất, ta cần có một vị trí cách xa thành thị (do sự ô nhiễm ánh sáng làm hạn chế tầm nhìn) và điều kiện thời tiết tốt. Giá trị thị sai đo đượclà 2,6 mas, nghĩa là khoảng cách của nó với chúng ta là khoảng xấp xỉ 1200 năm ánh sáng. Hiện tại, nó đang di chuyển về phía trái đất chúng ta với vận tốc 10 km/s.
Ngôi sao thứ nhất là một ngôi sao có quang phổ loại B3 III và được biên mục là một ngôi sao Be. Nó có bán kính gấp 10 lần mặt trời và phát sáng với độ sáng gấp 3082 lần mặt trời. Nhiệt độ hiệu dụng nơi quang cầu của nó là 15000 Kelvin. Ngôi sao thứ hai là một ngôi sao silicon với quang phổ loại A0 IVpSi trong khi ngôi sao thứ ba thì mờ nhạt hơn với quang phổ loại A2 IVpSi. Ngôi sao thứ tư có quang phổ loại K0 III, tức là nó là một ngôi sao khổng lồ đã tiến hóa với nhiệt độ hiệu dụng là 5500 Kelvin.

## Dữ liệu hiện tại
Theo như quan sát, đây là hệ sao nằm trong chòm sao Thiên Phàm và dưới đây là một số dữ liệu khác:
- Xích kinh 10h 20m 54.77319s[3]
- Độ nghiêng −56° 02′ 35.5728″[3]
- Cấp sao biểu kiến 4.50[2]
- Cấp sao tuyệt đối −3.21 (A + B)[4]
- Vận tốc hướng tâm +104±28[4] km/s
- Loại quang phổ B3 III + A0 IVpSi + A2 + K0 III[1]
- Giá trị thị sai 2,6564 +/- 0,2314 mas[3]